# Łososina (Natura 2000)
Łososina (kod PLH120087) – specjalny obszar ochrony siedlisk sieci Natura 2000, zlokalizowany na terenie województwa małoposkiego.
Obszar obejmuje powierzchnię 345,39 ha
Teren składający się z czterech powiązanych ze sobą enklaw wyznaczony został w celu długotrwałego zabezpieczenia naturalnych siedlisk życia oraz populacji zagrożonej wymarciem brzanki Barbus meridionalis.

## Siedliska pod ochroną
- pionierska roślinność na kamieńcach górskich potoków
- zarośla wierzby siwej na kamieńcach i żwirowiskach górskich potoków (Salici-Myricarietum, część – z przewagą wierzby
- łęgi wierzbowe, topolowe, olszowe i jesionowe (Salicetum albo-fragilis, Populetum albae, Alnenion glutinoso-incanae) i olsy źródliskowe